# René Grousset

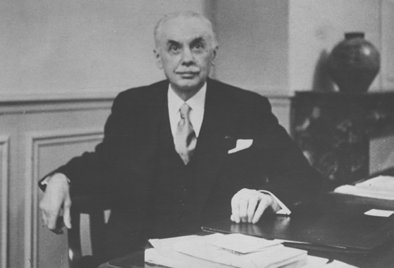
René Grousset

René Grousset (* 5. September 1885 in Aubais; † 12. September 1952 in Paris) war ein französischer Historiker, Orientalist und Kunsthistoriker. Er war Mitglied der Académie française.

## Leben
René Grousset studierte an der Universität Montpellier mit einem Abschluss im Fach Geschichte und begann seine große Karriere bald darauf im französischen „Ministerium der schönen Künste“. Im Ersten Weltkrieg diente er in der Französischen Armee. Er war Professeur für Geschichte und Geographie an der École des langues orientales. 1925 wurde Grousset zum beigeordneten Konservator am Museum Guimet in Paris und zum Sekretär des Journal asiatique ernannt. Er hatte Lehraufträge an der École des sciences politiques. 1930 hatte er fünf große Werke über asiatische und orientalische Zivilisationen veröffentlicht. 1933 wurde er zum Direktor des Musée Cernuschi in Paris und zum Kurator seiner asiatischen Kunstsammlungen ernannt. 
Er war Konservator am Musée du Louvre, Konservator am Musée Guimet von 1929 an, dann ab 1933 Direktor des Musée Cernuschi. Er war Mitglied des Conseil des musées nationaux. 1946 wurde er zum Mitglied der Académie française gewählt.
Vor dem Ausbruch des Zweiten Weltkriegs hat Grousset seine beiden bedeutenden Werke veröffentlicht: Histoire des Croisades (1934–1936) und L’Empire des steppes (1939). Von der Vichy-Regierung wurde er aus seinen Museumsämtern entlassen, er setzte seine Forschungen privat fort und publizierte während des Krieges drei Bände über China und die Mongolen. Nach der Befreiung Frankreichs, nahm er sein Amt am Musée Cernuschi wieder auf und wurde zusätzlich zum Kurator des Musée Guimet (1948) ernannt. Zwischen 1946 und 1949 publizierte er vier letzte Werke, die sich auf Kleinasien und den Nahen Osten konzentrierten. 
1952 starb Grousset im Alter von 67 Jahren in Paris.

## Schriften
- Histoire de l’Asie. 3 Bände. Crès, Paris 1921–1922;
  - Band 1: L’Orient. L’ancient Orient. L’Orient hellénistique. L’Islam. L’Orient latin et les croisades. 1921, (Digitalisat);
  - Band 2: L’Inde et la Chine. L’Inde ancienne. La Chine jusqu’à la conquête mongole. Les civilisations de l’Inde-Chine. 1922;
  - Band 3: Le monde mongol. Les empires mongols. L’Iran, l’Inde et la Chine depuis la période mongole. Le Japon. 1922, (Digitalisat).
- Le Réveil de l’Asie. L’impérialisme britannique et la révolte des peuples. Plon, Paris 1924, (Digitalisat (8e édition)).
- Sur les Traces du Bouddha. Plon, Paris 1929, (Deutsche Ausgabe unter dem Titel: Die Reise nach Westen oder wie Hsüan-Tsang den Buddhismus nach China holte. Diederichs, Köln 1986, ISBN 3-424-00890-7).
- Les Civilisations de l’Orient. 4 Bände. Crès, Paris 1929–1930;
  - Band 1: L’Orient. 1929;
  - Band 2: L’Inde. 1930;
  - Band 3: La Chine. 1930;
  - Band 4: Le Japon. 1930.
- Histoire de l’Extrême-Orient (= Annales du Musée Guimet. Bibliothèque d’Études. 39, ISSN 1961-8948). 2 Bände. Geuthner, Paris 1929, (Digitalisate: Bd. 1, Bd. 2).
- Philosophies indiennes. Les systèmes. 2 Bände. Desclée de Brouwer, Paris 1931.
- Histoire des croisades et du royaume franc de Jérusalem. 3 Bände. Plon & Nourrit, Paris 1934–1936
  - Band 1: L’anarchie musulmane et la monarchie franque. 1934;
  - Band 2: Monarchie franque et monarchie musulmane. L’équilibre. 1935;
  - Band 3: La monarchie musulmane et l’anarchie franque. 1936.
- L’Empire des steppes. Attila, Gengis-Khan, Tamerlan. Payot, Paris 1939, (frz. Digitalisat (PDF; 5,2 MB); Deutsche Ausgabe unter dem Titel: Die Steppenvölker. Attila, Dschingis Khan, Tamerlan. Kindler, München 1970).
- L’Epopée des Croisades. Plon, Paris 1939, (Deutsche Ausgabe unter dem Titel: Das Heldenlied der Kreuzzüge. Kilpper, Stuttgart 1951).
- L’Empire mongol. 1ère phase (= Histoire du monde. 8, 3, 1). Boccard, Paris 1941.
- Histoire de la Chine. Fayard, Paris 1942, (Zahlreiche Auflagen).
- Bilan de l’Histoire. Plon, Paris 1946, (Deutsche Ausgabe unter dem Titel: Bilanz der Geschichte. Europa Verlag, Zürich u. a. 1950).
- L’empire du Levant. Histoire de la question d’Orient. Payot, Paris 1946.
- Histoire de l’Arménie des origines à 1071. Payot, Paris 1947.
- Figures de proue. Plon, Paris 1949, (Deutsche Ausgabe unter dem Titel: Schicksalsstunden der Geschichte. Ullstein, Wien 1951).
- La Chine et son art. Plon, Paris 1951.
- L’Homme et son histoire. Plon, Paris 1954, (Deutsche Ausgabe unter dem Titel: Orient und Okzident im geistigen Austausch. Kilpper, Stuttgart 1955).